# Minik Dahl Høegh
Minik Dahl Høegh (født 4. maj 1985 i Nuuk) er en grønlandsk håndboldspiller, der spiller for den danske klub Aarhus Håndbold.
Han begyndte først med at spille håndbold som 17-årig i Qaqortoq (Julianehåb), hvor han først ikke viste noget stort talent. Men snart blev han opdaget af den grønlandske landstræner Søren Hildebrand, og da han rejste til Danmark for at uddanne sig, fortsatte han med at spille håndbold og kom snart i trupperne i nogle af de danske eliteklubber.
Høegh har spillet mange kampe på det grønlandske landshold og blandt andet været med til VM i 2007. Han har også deltaget i de panamerikanske mesterskaber i 2008 (hvor han blev delt toer på topscorerlisten), 2010, 2012 (hvor han blev udtaget til mesterskabernes udvalgte hold) og 2014.
Høegh blev, 5. juli 2019, gift med sangerinden Julie Berthelsen.